# Djo Loo Yele
Pour les articles homonymes, voir Yele.
Djo Loo Yele, né le 11 juin 1982, est un joueur de basket-ball congolais.

## Carrière
- 2011-201.. : Club africain